# Планктон
Планктон је назив за биљне и животињске организме који лебде у мору или у копненим водама - барама, рекама или језерима ношени струјом и кретањем водене масе. Планктон је највидљивији у стајаћим водама као што су баре или језера. Појединачни организми који чине планктон зову се планктери. У океану, они пружају пресудан извор хране многим малим и великим воденим организмима, попут шкољки, риба и китова.
Морски планктон укључује бактерије, археје, алге, праживотиње и лебдеће или плутајуће животиње које настањују слану воду океана и бочате воде ушћа. Слатководни планктон је сличан морском, али се налази у слатким водама језера и река. За планктон се обично мисли да насељава воду, али постоје и верзије у ваздуху, аеропланктон, који део свог живота живе у ваздуху. Ту спадају споре биљака, полен и семе расејано ветром, као и микроорганизми који су пометени у ваздух дејством копнених олуја прашине и океански планктон који ваздухом доспева као морски спреј.
Иако су многе планктонске врсте микроскопских величина, планктон укључује организме у широком опсегу величина, укључујући велике организме попут медуза. Планктон је дефинисан његовом еколошком нишом и нивоом покретљивости, а не било којом филогенетском или таксономском класификацијом. Технички термин не укључује организме на површини воде, који се називају плеустон - или оне који активно пливају у води, а који се називају нектон.

## Терминологија
Термин планктон у основи има поменуту старогрчку реч коју је увео Виктор Хенсен, 1887. Иако су неки облици способни за независно кретање и могу пливати стотине метара вертикално у једном дану (понашање названо дневна вертикална миграција), њихов водоравни положај првенствено одређује кретање околне воде, а планктон обично тече с океанским струјама. То је у супротности с нектонским организмима, попут риба, лигњи и морских сисара, који могу да пливају против тока околине и контролишу свој положај.
Унутар планктона холопланктон проводи читав свој животни циклус као планктон (нпр. већина алги, копеподе, салпе и неке медузе). Супротно томе, меропланктон као планктон је само током дела свог живота (обично фаза ларве), а затим напредују или у нектонске организме (пливање) или бентонски остају на морском дну. Примери меропланктона укључују ларве морских јежева, морских звезда, ракова, морских црва и већине риба.
Изобилност (релативна учесталост) и распрострањење планктона зависе од расположивих храњивих материја, стања воде и од количине другог планктона.
Научно подручје за проучавање планктона назива се планктологија, а планктонска индивидуа назива се планктором. Придев „планктонски“ широко се користи у научној и популарној литератури и генерално је прихваћен појам.

## Прехрамбено-трофне групе
Планктон се углавном дели у широке функционалне или трофијске групе:
- Фитопланктон (од грчког  = биљка) су аутотрофне прокариотске или еукариотске алге које живе у близини водених површина где је довољно светлост и да подржи фотосинтезу. Међу важније групе спадају диатомеје, цијанобактерије, динофлагелате и коколитофоре.
- Зоопланктон (од грчког zoon или животиња) укључује мале протозоа или метазоа (нпр. раћиће и друге животиње које се хране другим планктоном. Неке од јаја и ларви већих нектонских животиња, попут риба, ракова и анелида, су такође овде укључене.
- Бактериопланктон укључују бактерије и археје, који имају важну улогу у реминерализацији органског материјала низ водени стуб (прокариотски фитопланктон је такође бактериопланктон).
- Микопланктон укључују гљиве и организмима сличним гљивицама, који су попут бактериопланктона такође значајни у реминерализацији у циклусу храњивих састојака.[13]
- Микотрофи: Планктон је традицијски категоризиран као групе произвођача, потрошача и редуцената (рециклаже), али неки могу имати користи од вишенего само једног трофијског нивоа. У овој мешовитој стратегији, познатој као миксотрофија, организми делују и као произвођачи и потрошачи, било истовремено, или прелазећи између ових начина прехране као одговор на околне услове. То омогућава употребу фотосинтезе за раст када храњивих састојака и светла има довољно, али прелазак на конзумирање фитопланктона, зоопланктона или једно друго када су услови за раст лоши. Миксотрофи су подељени у две групе; конститутивни микросрофи, који су у стању да самостално врше фотосинтезу, и неконститутивни микросрофи, који користе фагоцитозу за хватање фототроног плена који се или задржавају у живој ћелији домаћина који имају користи од његове фотосинтезе, или они варе свој плен, поред пластида који и даље врши фотосинтезу (клептопластија).[14]

Препознавање важности миксотрофије као еколошке стратегије је све веће, као и шире улоге коју ово може имати у морској биогеохемији. Студије су показале да су микросрофи много важнији за морску екологију него што се раније претпостављало и да садрже више од половине микроскопског планктона. Њихова присутност делује као тампон који спречава колапс екосистема током времена са мало и без светла.

## Животна околина
Планктон је присутан у готово свим водама на Земљи. Међутим, у већини морских подручја је присутност хранљивих материја занемарљива, па отуда је и количина планктона у њима врло мала и стога се сматрају еколошким пустињама. Ако у стајаћим водама или рекама дође до претеране количине храњивих материја, може се догодити да то доведе до супротног резултата, наиме, да фосфати, као ограничавајући фактор прехране планктона постане доминантан (као отпадни продукт вештачког ђубрива пољопривредних површина доспева падавинском водом у слатководне ресурсе на копну), и доведе до своје супротности и „загуши“ природну циркулацију између планктона, воде и фосфата па отуда и сви живи организми у води (и планктон) изгубе неопходан кисеоник и угуше се. Слатководни планктон назива се лимнопланктон, а морски халипланктон.

## Величина
Планктон постоји у свим могућим облицима и величинама. Посебно ситни организми (4-40 µm) убрајају се у нанопланктон. Најмањи облици су бактерије, у једну кашичицу воде стало би их 2 милиона. Али и већи представници фитопланктона су мањи од пресека људске косе. И зоопланктон има сићушних, али и таквих који могу имати и до 9 метара, као, рецимо неке врсте медуза које не могу активно пливати, него само плутају са струјом, и убрајају се исто у планктоне. 

## Подела
Разликују се:
- бактеријски планктон
- фитопланктон (биљни планктон)
- зоопланктон (животињски планктон)

### Зоопланктон
Према досадашњим сазнањима, највећи део животињске биомасе планктона чине ракови копеподе. Без планктона арктичких вода не би могли постојати велики китови усани, као нпр. плави китови или китови перајари, њихова прехрамбена подлога је управо зоопланктон којег „филтрирају“ својим устима. Велика јата риба такође се хране масом планктона.

### Фитопланктон
Једноћелијске силикатне алге чине највећи дио масе фитопланктона. Према новијим истраживањима, чини се да је апсолутно највећа количина угљен-диоксида везана у биљном планктону, а не, као што се раније сматрало, у тропским шумама. 

## Животиње које се хране филтрирањем планктона
- Плави кит
- Кит перајар
- Кит ајкула
- Дивовска ајкула
- Фламинго